# Szara Willa w Warszawie
Szara Willa – zabytkowy budynek znajdujący się przy ul. Wybrzeże Kościuszkowskie 47 w Warszawie.

## Opis
Willa została wzniesiona w roku 1905 według projektu Bronisława Brochwicz-Rogoyskiego w stylu modernizmu jako dom mieszkalny Inspekcji Sieci Kanalizacyjnej i Wodociągowej w Warszawie. Podczas II wojny światowej została zniszczona. Odbudowana w uproszczonej formie. Jej pierwotny adres to ul. Lipowa 2.
W latach 1994–1997 przy okazji budowy Biblioteki Uniwersyteckiej zmodernizowana według projektu Andrzeja Kicińskiego. Za projekt modernizacji otrzymał nagrody:
- Honorowa Nagroda Stowarzyszenia Architektów Polskich w 1997
- Europejska Nagroda Architektoniczna THE GREEN POINT w 1998
- nagrody Ministra Spraw Wewnętrznych i Administracji w dziedzinie architektury w 1997 i 1998
- nagroda za Modernizację Roku 1998

W 1995 roku budynek został wpisany do rejestru zabytków.
Obecnie budynek nosi nazwę Collegium Iuridicum IV imienia Cezarego Berezowskiego i mieści się w nim Instytut Prawa Międzynarodowego, jednostka Wydziału Prawa i Administracji Uniwersytetu Warszawskiego